# قلعه ساسان
آرامگاه بزرگ (قلعه ساسان) مربوط به دوران‌های تاریخی پس از اسلام است و در شهرستان قزوین، روستای بهرام آباد واقع شده و این اثر در تاریخ ۱۴ فروردین ۱۳۷۸ با شمارهٔ ثبت ۲۳۱۲ به‌عنوان یکی از آثار ملی ایران به ثبت رسیده است.